# Andrea Benfante
Andrea Benfante (Genova, 25 settembre 1975) è un attore italiano.

## Biografia
Diplomatosi alla Scuola di Recitazione del Teatro Stabile di Genova nel 1998 incomincia a lavorare con diverse compagnie teatrali sul territorio ligure. Nel 2000 viene notato da Claudio Nocera ed entra per un paio d'anni nel gruppo comico Cavalli Marci avvicinandosi anche al mondo radiofonico con il programma Cavalli Marci in Treno in onda su Radio Italia Network.
Al cinema esordisce nel 2004 nel film L'amore ritorna di Sergio Rubini. Nello stesso anno è nella compagnia di Maurizio Micheli nello spettacolo Garibaldi amore mio per la regia di Michele Mirabella. Nel 2008/2009 collabora con Radio 19 (la radio del giornale genovese Il Secolo XIX) nella trasmissione comica W i Ninja anche come autore.
Nel 2010 debutta in televisione nel programma satirico L'almanacco del Gene Gnocco a fianco di Gene Gnocchi. Alternando la professione di attore teatrale, regista e produttore di spettacoli, partecipa per tutto il decennio a diversi film indipendenti.
Nel 2024 è tra i protagonisti del film televisivo Com'è umano lui! di Luca Manfredi nel ruolo di Polio.

## Filmografia parziale

### Cinema
- L'amore ritorna, regia di Sergio Rubini (2004)
- Uno su due, regia di Eugenio Cappuccio (2006)
- Inspector Notty. K, regia di Ashok Pati (2017)
- Terror Take-Away, regia di Alberto Bogo (2018)[5]
- Veleno biondo, regia di Fabio Giovinazzo (2020)[6]
- Terror Zone, regia di Alberto Bogo (2020)[7]
- In tenebris, regia di Luca Solina (2022)
- Lady Cobra, regia di Fabio Giovinazzo (2024)[8]

### Televisione
- Vento di ponente - serie TV, 1 episodio (2004)
- Una questione di corna, regia di Max Papeschi - cortometraggio TV (2008)
- Piloti - serie TV, 1 episodio (2009)
- L'almanacco del Gene Gnocco (2010-2011)
- To Be a Better Man - serie TV, 1 episodio (2016)
- Sopravvissuti - miniserie TV, episodio 6
- Com'è umano lui!, regia di Luca Manfredi (2024)

## Teatro (parziale)

### Attore
- Il drago di Evgenij Schwarz, regia di Anna Laura Messeri (1998)
- La dodicesima notte di William Shakespeare, regia di Anna Laura Messeri (1999)
- Happy End di Bertolt Brecht, regia di Anna Laura Messeri (1999)
- Bartelby, lo scrivano, regia di Anna Laura Messeri (2000)
- Alluce, billuce e trilluce, regia di Claudio Nocera (2001)
- Garibaldi amore mio di Maurizio Micheli, regia di Michele Mirabella[9] (2004)
- Il malato immaginario di Moliérè, regia di Daniela Ardini (2010)
- Tutto è bene quel che finisce bene di William Shakespeare, regia di Daniela Ardini (2011)
- Il giorno della civetta, regia di Daniela Ardini (2012)
- Mastro Don Gesualdo, regia di Daniela Ardini (2015)
- Il flauto magico di Mozart, regia di Andrea Bandel (2018)
- Stasera si cena a letto di Marc Camoletti, di Giorgio Caprile (2019)
- Una volta nella vita di Bruno Lauzi e Gianfranco Reverberi, regia di Silvia Piccollo (2024)

### Attore e regista
- Blasone e Bombetta - Vita di Totò (2000)
- Emily Dickinson, candido sussurro (2006)
- Scarafaggi (2007)
- Stanlio e Ollio: un mondo d'allegria![10] (2014)
- Che fine ha fatto Betty Boop?[11][12](2016)
- A due - retroscena di una coppia (2018)
- Lilly e Felice: la vera storia di un amore proibito (2021)
- Louise Brooks e il vaso di Pandora (2023)